# Canton de Longjumeau
Pour les articles homonymes, voir Longjumeau (homonymie).
Le canton de Longjumeau est une circonscription électorale française française située dans le département de l'Essonne et la région Île-de-France.
À la suite du redécoupage cantonal de 2014, les limites territoriales du canton sont remaniées. Le nombre de communes du canton passe de 4 à 8.

## Géographie
| Type d'occupation           | Pourcentage | Superficie (en hectares) |
| --------------------------- | ----------- | ------------------------ |
| Espace urbain construit     | 59,8 %      | 795,10                   |
| Espace urbain non construit | 15,3 %      | 203,44                   |
| Espace rural                | 24,9 %      | 330,95                   |
| Source : Iaurif             |             |                          |

Le canton de Longjumeau est organisé autour de la commune de Longjumeau dans l'arrondissement de Palaiseau. Son altitude varie entre trente-six mètres à Épinay-sur-Orge et quatre-vingt-treize mètres à Longjumeau, pour une altitude moyenne de soixante-huit mètres.

## Historique et composition
Le premier canton de Longjumeau dans l'ancien département de Seine-et-Oise et l'ancien district de Versailles entre 1793 et 1801, comprenait les communes de Ballain Villiers, Champlan, Chilly, Longjumeau, Massy, Morangis, Paray, Saulx les Chartreux et Wissous.
À l'occasion de la loi du 28 pluviôse an VIII (17 février 1800) qui instituait l'administration préfectorale, créant les arrondissements et réduisant fortement le nombre de cantons, dix-huit autres communes furent rattachées au canton de Longjumeau : deux communes appartenant précédemment au canton de Corbeil : Bondoufle et Courcouronnes ; neuf communes appartenant précédemment au canton de Montlhéry : Épinay-sur-Orge, Fleury-Mérogis, Grigny, Longpont (devenu Longpont-sur-Orge en 1951), Morsang-sur-Orge, Le Plessis-Pâté, Sainte-Geneviève-des-Bois, Villemoisson-sur-Orge et Villiers-sur-Orge ; sept communes appartenant précédemment au canton de Villeneuve-sur-Seine (aujourd'hui Villeneuve-le-Roi) : Ablon (devenu Ablon-sur-Seine en 1926), Athis, Juvisy-sur-Orge, Mons, Savigny-sur-Orge, Villeneuve-sur-Seine et Viry-Châtillon.
Désormais formé de vingt-sept communes (dont de nos jours vingt-cinq sont dans l'Essonne et deux dans le Val-de-Marne), il faisait partie de l'arrondissement de Corbeil.
Peu après, il restitua Bondoufle et Courcouronnes au canton de Corbeil, et après la fusion d'Athis et Mons en 1817, il ne comptait plus que vingt-quatre communes, puis vingt après le transfert du Plessis-Pâté au canton d'Arpajon en 1895.
En 1962, le canton fut rattaché au nouvel arrondissement de Palaiseau, créé par décret du 8 novembre 1962. Peu après, le décret du 28 janvier 1964, qui modifiait profondément le découpage cantonal du département de Seine-et-Oise, divisa le canton de Longjumeau en six nouveaux cantons (Athis-Mons, Juvisy-sur-Orge, Longjumeau, Massy, Savigny-sur-Orge et Villeneuve-le-Roi). Le nouveau canton de Longjumeau ne comptait plus que six communes : Ballainvilliers, Chilly-Mazarin, Longjumeau, Longpont-sur-Orge, Sainte-Geneviève-des-Bois et Villiers-sur-Orge.
La réorganisation de la région parisienne eut pour effet un nouveau découpage des cantons. Le décret du 22 juillet 1967, qui créait les cantons des nouveaux départements, détacha encore trois communes du canton de Longjumeau (Longpont-sur-Orge, rattachée au canton de Montlhéry, Sainte-Geneviève-des-Bois et Villiers-sur-Orge, rattachées au canton de Sainte-Geneviève-des-Bois), mais lui restitua deux communes du canton de Massy (Champlan et Saulx-les-Chartreux). Le canton comptait désormais cinq communes (Ballainvilliers, Champlan, Chilly-Mazarin, Longjumeau et Saulx-les-Chartreux).
Lors de la réforme cantonale à l'occasion des élections de 1976 (décret du 7 décembre 1975), le canton perdit quatre communes (Chilly-Mazarin rattachée au canton de Chilly-Mazarin, Ballainvilliers, Champlan et Saulx-les-Chartreux rattachées au canton de Villebon-sur-Yvette), et récupéra trois communes du canton de Sainte-Geneviève-des-Bois (Épinay-sur-Orge, Villemoisson-sur-Orge et Villiers-sur-Orge).
Par décret du 24 février 2014, le nombre de cantons du département est divisé par deux, avec mise en application aux élections départementales de mars 2015. Le canton de Longjumeau est conservé et s'agrandit. Il passe de 4 à 8 communes.

## Représentation

### Conseillers généraux de 1833 à 2015
| Période         | Période                    | Identité                               | Étiquette                 | Qualité |
| --------------- | -------------------------- | -------------------------------------- | ------------------------- | --- |
| 1833            | 1833 (annulation)          | Auguste Bérard                         | Conservateur              | Ancien directeur général des Ponts et Chaussées Député (1827-1834)                                                                                    |
| 1834            | 1838 (décès)               | Louis Pierre Hutin (1770-1838)         |                           | Maire de Villeneuve-le-Roi (1821-1838) |
| 1838            | 1842                       | Toussaint Chollet                      |                           | Propriétaire, négociant, chef de bataillon de la Garde nationale à Ablon                                                                              |
| 1842            | 1848                       | Michel Dabrin                          |                           | Agent de change, propriétaire à Épinay-sur-Orge Colonel d'état-major de la Garde Nationale maire de l'ancien 2ème arrondissement de Paris (1853-1860) |
| 1848            | 1852                       | Alexandre Charles Godefroy (1805-1869) |                           | Cultivateur, maire de Villeneuve-sur-Seine (1838-1852) Conseiller d'arrondissement                                                                    |
| 1852            | 1858                       | Ernest Dubourg                         |                           | Maire de Longjumeau |
| 1858            | 1864 (démission)           | Michel-Paul Dabrin                     |                           | Maire du 9ème arrondissement de Paris (1860-1865) Propriétaire à Épinay-sur-Orge                                                                      |
| 1864            | 1870 (démission)           | Comte Paul Riant                       |                           | Membre de l'Académie des Inscriptions et Belles Lettres Maire de Longjumeau (1866-1869)                                                               |
| 1870            | 1871                       | Narcisse Alexis Gallien                |                           | Manufacturier (tanneur) Maire de Longjumeau (1869-1871)                                                                                               |
| 1871            | 1882 (décès)               | Hippolyte Cocheris                     | Républicain               | Inspecteur général de l'enseignement primaire Conservateur à la Bibliothèque Mazarine Maire de Sainte-Geneviève-des-Bois (1865-1882)                  |
| 1882            | 1883 (décès)               | Auguste Roux                           | Républicain               | Maire de Longjumeau (1881-1883) |
| 1883            | 1910                       | Frédéric Bonnefille                    | Gauche républicaine       | Directeur d'une fabrique de céramiques Maire de Massy (1881-1912) Sénateur (1898-1909)                                                                |
| 1910            | 1925 (décès)               | Louis Eugène Chaillou                  | Rad.                      | Agriculteur, maire de Champlan (1898-1919) |
| 1925            | 1928                       | Auguste Besselle (1888-1975)           | PC-SFIC                   | Ouvrier monteur des PTT Conseiller municipal de Juvisy-sur-Orge                                                                                       |
| 1928            | 1934                       | Marius Paquereaux                      | PC-SFIC puis PUP puis PRS | Ouvrier tourneur - Maire d'Athis-Mons |
| 1934            | 1940 (déchu de son mandat) | Léopold Besson (1883-1954)             | PC-SFIC                   | Métallurgiste - Maire d'Athis-Mons Révoqué à la suite des décrets Daladier                                                                            |
|                 |                            |                                        |                           | |
| 1943            | 1945                       | René Piketty (1888-1965)               |                           | Industriel Maire de Grigny Nommé conseiller départemental en 1943                                                                                     |
|                 |                            |                                        |                           | |
| 1945            | 1946 (décès)               | André Leblanc (1902-1946)              | PCF                       | Maire de Viry-Châtillon, ancien conseiller d'arrondissement                                                                                           |
| 31 mars 1946    | 1958                       | Maurice Chevaux                        | PCF                       | Maire de Juvisy-sur-Orge (1945-1947) |
| 1958            | 1964                       | Henri Longuet                          | DVD                       | Industriel - Député (1958-1962) Maire de Viry-Châtillon (1953-1989) Élu en 1964 dans le nouveau canton de Juvisy-sur-Orge                             |
| 1964            | 1966 (démission)           | Roger Perriaud (1911-1970)             | PCF                       | Mouleur Maire de Sainte-Geneviève-des-Bois (1959-1966)                                                                                                |
| 18 octobre 1966 | 1967                       | Raoul Danis                            | PCF                       | |
| 1967            | 1982                       | Jean Colin                             | CD puis UDF               | Ancien administrateur des PTT Sénateur (1968-1988), Maire de Longjumeau                                                                               |
| 1982            | 1994                       | Christian Jeu                          | RPR                       | Maire d'Épinay-sur-Orge (1977-1995) |
| 1994            | 2001                       | Philippe Schmit                        | PS                        | Directeur d'administration Maire de Longjumeau |
| 2001            | 2008                       | Guy Malherbe                           | RPR                       | Administrateur civil hors classe Député (2007-2012), Maire d'Épinay-sur-Orge                                                                          |
| 2008            | 2015                       | Marianne Duranton                      | UMP puis PR               | Directrice administrative et financière Adjointe au maire de Villemoisson-sur-Orge                                                                    |

#### Résultats électoraux
Élections cantonales, résultats des deuxièmes tours :
- Élections cantonales de 1994 : 50,10 % pour Philippe Schmit (PS), 49,90 % pour Christian Jeu (RPR), 57,61 % de participation[16].
- Élections cantonales de 2001 : 64,07 % pour Guy Malherbe (RPR), 35,93 % pour Philippe Schmit (PS), 57,01 % de participation[17].
- Élections cantonales de 2008 : 55,25 % pour Marianne Duranton (UMP), 44,75 % pour Sofiane Belguerras (PS), 54,05 % de participation[18].

### Conseillers d'arrondissement (de 1833 à 1940)
Le canton de Longjumeau avait deux conseillers d'arrondissement.
Il appartenait à l'arrondissement de Corbeil.
| Période                                  | Période           | Identité                               | Étiquette   | Qualité |
| ---------------------------------------- | ----------------- | -------------------------------------- | ----------- | --- |
| 1833                                     | 1833 (annulation) | M. Petit                               |             | Propriétaire à Longjumeau                                                                                   |
| 1833                                     | 1834              | Louis Pierre Hutin                     |             | Propriétaire à Longjumeau, maire de Villeneuve-le-Roi                                                       |
| 1833                                     | 1848              | François-André Maurey                  |             | Maire de Villemoisson-sur-Orge (1825-1849)                                                                  |
| 1834                                     | 1848              | Alexandre Charles Godefroy             |             | Propriétaire cultivateur, maire de Villeneuve-le-Roi (1838-1852)                                            |
|                                          |                   |                                        |             | |
| 1852                                     | 1871              | Madeleine Alexis Cossonnet (1792-1881) |             | Propriétaire, maire de Longpont-sur-Orge                                                                    |
| 1852                                     | 1858              | M. Desfaux                             |             | Juge de paix à Longjumeau                                                                                   |
| 1858                                     | 1864              | Louis Auguste Delaunay                 |             | Avoué à Corbeil                                                                                             |
| 1864                                     | 1871              | Alexis Narcisse Gallien (1810-1885)    |             | Tanneur à Longjumeau                                                                                        |
| 1871                                     | 1880              | Etienne Angiboust                      |             | Propriétaire cumtivateur, maire de Saulx-les-Chartreux (1871)                                               |
| 1871                                     | 1880              | Charles Noël                           |             | Banquier, consul d'Haïti, maire de Villeneuve-le-Roi (1860-1890)                                            |
| 1880                                     | 1883              | Jules Godefroy                         | Républicain | Agriculteur, conseiller municipal de Villeneuve-le-Roi, Président du Conseil d'arrondissement               |
| 1880                                     | 1886              | Alexandre Schweighauser                |             | Maitre de forges, conseiller municipal d'Athis-Mons                                                         |
| 1883                                     | 1889              | M. Deschamps                           |             | Entrepreneur de maçonnerie, conseiller municipal de Morsang-sur-Orge                                        |
| 1886                                     | 1892              | Jean Ernest Seyffert (1821-1893)       |             | Ancien entrepreneur de plomberie, maire d'Épinay-sur-Orge                                                   |
| 1895                                     | 1905 (décès)      | Charles François Cossonnet             |             | Cultivateur, maire de Villiers-sur-Orge                                                                     |
| 1892                                     | 1905 (décès)      | Charles Victor Legendre (1841-1905)    |             | Géomètre, adjoint au maire de Juvisy-sur-Orge                                                               |
| 1906                                     | 1940              | Léon Laproste (1876-1962)              | Libéral RG  | Négociant (épicier en gros), conseiller municipal de Longjumeau, propriétaire Rue des Mathurins à Paris     |
| 1906                                     | 1913              | Georges Martin                         | Libéral     | Industriel, adjoint au maire de Juvisy-sur-Orge                                                             |
| 1913                                     | 1919              | M. Clauss                              | Radical     | Avocat à la Cour d'appel, propriétaire à Savigny-sur-Orge                                                   |
| 1919                                     | 1936 (décès)      | Jules Bonhomme                         | Radical     | Distillateur à Juvisy-sur-Orge                                                                              |
| mars 1936                                | 1940              | André Leblanc (1902-1946)              | PC-SFIC     | Maire de Viry-Châtillon (1935-1941 et 1944-1946) Déchu de ses mandats en 1940                               |
| 1940                                     |                   |                                        |             | Les conseils d'arrondissement ont été suspendus par la loi du 12 octobre 1940 et n'ont jamais été réactivés |
| Les données manquantes sont à compléter. |                   |                                        |             | |

### Conseillers départementaux depuis 2015
| Période élective | Période élective | Mandat | Mandat   | Identité              | Nuance | Nuance | Qualité |
| ---------------- | ---------------- | ------ | -------- | --------------------- | ------ | ------ | --- |
| 2015             | 2021             | 2015   | 2021     | Sandrine Gelot-Rateau |        | LR     | Maire de Longjumeau 2ème Vice-présidente déléguée à l'insertion, à la cohésion sociale, à la politique de la ville et au logement |
| 2015             | 2021             | 2015   | 2021     | Claude Pons           |        | LR     | Cadre Maire de Montlhéry Président délégué chargé du logement                                                                     |
| 2021             | 2028             | 2021   | en cours | Stéphane Bazile       |        | DVD    | Maire de Saulx-les-Chartreux |
| 2021             | 2028             | 2021   | en cours | Sandrine Gelot        |        | LR     | Conseillère sortante, 2ème Vice-présidente en charge de la culture, des sports, de la jeunesse et de la vie associative           |

### Résultats détaillés

#### Élections de mars 2015
À l'issue du 1er tour des élections départementales de 2015, deux binômes sont en ballottage : Sandrine Gelot-Rateau et Claude Pons (UMP, 36,79 %) et Mireille CUNIOT-Ponsard et Didier Varenne (Union de la Gauche, 27,17 %). Le taux de participation est de 47,41 % (19 308 votants sur 40 727 inscrits) contre 47,42 % au niveau départemental et 50,17 % au niveau national.
Au second tour, Sandrine Gelot-Rateau et Claude Pons (UMP) sont élus avec 58,76 % des suffrages exprimés et un taux de participation de 62,91 % (10 435 voix pour 18 095 votants et 40 725 inscrits).

#### Élections de juin 2021
Le premier tour des élections départementales de 2021 est marqué par un très faible taux de participation (33,26 % au niveau national). Dans le canton de Longjumeau, ce taux de participation est de 28,67 % (12 159 votants sur 42 405 inscrits) contre 30,18 % au niveau départemental. À l'issue de ce premier tour, deux binômes sont en ballottage : Stéphane Bazile et Sandrine Gelot (Union au centre, 46,86 %) et David Novel et Hélène Ott (binôme écologiste, 25,73 %).
Le second tour des élections est marqué une nouvelle fois par une abstention massive équivalente au premier tour. Les taux de participation sont de 34,36 % au niveau national, 32,47 % dans le département et 30,84 % dans le canton de Longjumeau. Stéphane Bazile et Sandrine Gelot (Union au centre) sont élus avec 66,44 % des suffrages exprimés (8 120 voix pour 13 079 votants et 42 414 inscrits),,. 

## Composition

### Composition avant 2015

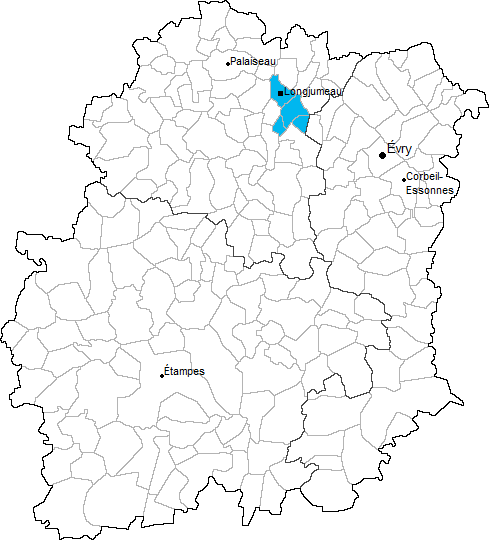
Situation du canton dans le département de l'Essonne avant 2015

Le canton de Longjumeau comptait quatre communes.
| Nom                    | Code Insee | Codepostal | Superficie (km2) | Population (dernière pop. légale) | Densité (hab./km2) |
| ---------------------- | ---------- | ---------- | ---------------- | --------------------------------- | ------------------ |
| Longjumeau (chef-lieu) | 91345      | 91160      | 4,84             | 21 739 (2012)                     | 4 492              |
| Épinay-sur-Orge        | 91216      | 91360      | 4,44             | 10 285 (2012)                     | 2 316              |
| Villemoisson-sur-Orge  | 91667      | 91360      | 2,31             | 7 003 (2012)                      | 3 032              |
| Villiers-sur-Orge      | 91685      | 91700      | 1,78             | 3 911 (2012)                      | 2 197              |

### Composition depuis 2015
Le canton comprend désormais huit communes entières.
| Nom                                | Code Insee | Intercommunalité | Superficie (km2) | Population (dernière pop. légale) | Densité (hab./km2) | Modifier                                    |
| ---------------------------------- | ---------- | ---------------- | ---------------- | --------------------------------- | ------------------ | ------------------------------------------- |
| Longjumeau (bureau centralisateur) | 91345      | CA Paris-Saclay  | 4,84             | 20 470 (2022)                     | 4 229              | modifier les données · modifier les données |
| Ballainvilliers                    | 91044      | CA Paris-Saclay  | 4,01             | 4 838 (2022)                      | 1 206              | modifier les données · modifier les données |
| Champlan                           | 91136      | CA Paris-Saclay  | 3,68             | 2 606 (2022)                      | 708                | modifier les données · modifier les données |
| Épinay-sur-Orge                    | 91216      | CA Paris-Saclay  | 4,44             | 10 626 (2022)                     | 2 393              | modifier les données · modifier les données |
| Linas                              | 91339      | CA Paris-Saclay  | 7,51             | 7 310 (2022)                      | 973                | modifier les données · modifier les données |
| Montlhéry                          | 91425      | CA Paris-Saclay  | 3,28             | 9 238 (2022)                      | 2 816              | modifier les données · modifier les données |
| Saulx-les-Chartreux                | 91587      | CA Paris-Saclay  | 7,65             | 6 611 (2022)                      | 864                | modifier les données · modifier les données |
| La Ville-du-Bois                   | 91665      | CA Paris-Saclay  | 3,62             | 8 140 (2022)                      | 2 249              | modifier les données · modifier les données |
| Canton de Longjumeau               | 9111       |                  | 39,03            | 69 839 (2022)                     | 1 789              | modifier les données                        |

## Démographie

### Démographie avant 2015

#### Évolution démographique
| 1962  | 1968  | 1975   | 1982   | 1990   | 1999   | 2006   | 2011   | 2012   |
| ----- | ----- | ------ | ------ | ------ | ------ | ------ | ------ | ------ |
| 7 594 | 8 625 | 13 017 | 15 365 | 39 660 | 39 987 | 41 848 | 42 722 | 42 938 |

#### Pyramide des âges
| Hommes | Classe d’âge | Femmes |
| ------ | ------------ | ------ |
| 0,3    | 90 ans ou +  | 1,0    |
| 4,9    | 75 à 89 ans  | 7,4    |
| 12,5   | 60 à 74 ans  | 13,3   |
| 20,5   | 45 à 59 ans  | 20,1   |
| 21,6   | 30 à 44 ans  | 21,3   |
| 19,4   | 15 à 29 ans  | 18,5   |
| 20,9   | 0 à 14 ans   | 18,4   |

| Hommes | Classe d’âge | Femmes |
| ------ | ------------ | ------ |
| 0,3    | 90 ans ou +  | 0,8    |
| 4,4    | 75 à 89 ans  | 6,7    |
| 11,3   | 60 à 74 ans  | 11,9   |
| 19,9   | 45 à 59 ans  | 20,0   |
| 21,9   | 30 à 44 ans  | 21,4   |
| 20,6   | 15 à 29 ans  | 19,2   |
| 21,7   | 0 à 14 ans   | 20,0   |

### Démographie depuis 2015
En 2022, le canton comptait 69 839 habitants, en évolution de +3,75 % par rapport à 2016 (Essonne : +2,89 %, France hors Mayotte : +2,11 %).
| 2013   | 2018   | 2022   |
| ------ | ------ | ------ |
| 65 319 | 68 104 | 69 839 |

## Économie

### Emplois, revenus et niveau de vie
| Répartition des emplois par catégories socioprofessionnelles en 2006. |              |                                           |                                                   |                            |                          |                           |
|                                                                       | Agriculteurs | Artisans, commerçants, chefs d'entreprise | Cadres et professions intellectuelles supérieures | Professions intermédiaires | Employés                 | Ouvriers                  |
| Canton de Longjumeau                                                  | 0,0 %        | 4,6 %                                     | 16,1 %                                            | 29,9 %                     | 32,3 %                   | 17,0 %                    |
| Département de l'Essonne                                              | 0,2 %        | 4,5 %                                     | 22,1 %                                            | 27,7 %                     | 27,6 %                   | 17,9 %                    |
| Moyenne nationale                                                     | 2,2 %        | 6,0 %                                     | 15,4 %                                            | 24,6 %                     | 28,7 %                   | 23,2 %                    |
| Répartition des emplois par secteurs d'activités en 2006.             |              |                                           |                                                   |                            |                          |                           |
|                                                                       | Agriculture  | Industrie                                 | Construction                                      | Commerce                   | Services aux entreprises | Services aux particuliers |
| Canton de Longjumeau                                                  | 0,3 %        | 9,4 %                                     | 5,0 %                                             | 13,3 %                     | 12,5 %                   | 7,2 %                     |
| Département de l'Essonne                                              | 0,8 %        | 11,5 %                                    | 6,1 %                                             | 15,4 %                     | 18,8 %                   | 6,4 %                     |
| Moyenne nationale                                                     | 3,5 %        | 15,2 %                                    | 6,4 %                                             | 13,3 %                     | 13,3 %                   | 7,6 %                     |
| Sources : Insee,                                                      |              |                                           |                                                   |                            |                          |                           |